# Mesnil-Saint-Nicaise
Mesnil-Saint-Nicaise – miejscowość i gmina we Francji, w regionie Hauts-de-France, w departamencie Somma.
Według danych na rok 2011 gminę zamieszkiwało 569 osób, a gęstość zaludnienia wynosiła 84 osoby/km² (wśród 2293 gmin Pikardii Mesnil-Saint-Nicaise plasuje się na 533. miejscu pod względem liczby ludności, natomiast pod względem powierzchni na miejscu 706.).